# Modrolotka szmaragdowa
Modrolotka szmaragdowa (Cyanoramphus forbesi) – gatunek średniej wielkości ptaka z rodziny papug wschodnich (Psittaculidae). Jest gatunkiem endemicznym, występującym na nowozelandzkich Wyspach Chatham. Narażona na wyginięcie.
SystematykaJest to gatunek monotypowy. Od 1930 roku modrolotka szmaragdowa była powszechnie uznawana za podgatunek modrolotki żółtoczapkowej (C. auriceps), ale badania genetyczne dowiodły, że są to odrębne, choć bardzo blisko ze sobą spokrewnione gatunki.
Zasięg występowaniaWystępuje jedynie na dwóch sąsiadujących ze sobą wyspach: Little Mangere i Mangere, należących do archipelagu Chatham. Sporadycznie zalatuje na inne wyspy: Chatham, Pitt i Rangatira.
MorfologiaDługość ciała: około 23 cm. Masa ciała: około 95 g.
Ekologia i zachowanieJej zasięg występowania ograniczony jest do resztek rodzimej roślinności wysp, preferuje nieprzerwane pasma mieszanych lasów bukanowo-zastrzalinowych oraz zarośla.
Sezon lęgowy trwa od października do marca. Gnieździ się w naturalnych szczelinach lub dziuplach martwych bądź żywych drzew, a także w opuszczonych norach petreli i innych zagłębieniach w ziemi lub pod drzewami. W zniesieniu 5–9 jaj o wymiarach 25,4 × 21,6 mm.
W skład jej diety wchodzi materia roślinna, w tym liście, pąki, kwiaty i nasiona, a także bezkręgowce, takie jak gąsienice i czerwce.
Status, zagrożenia i ochronaMiędzynarodowa Unia Ochrony Przyrody (IUCN) od 2016 uznaje modrolotkę szmaragdową za gatunek narażony (VU – vulnerable); wcześniej, od 2000 miała ona status gatunku zagrożonego (EN – endangered). Liczebność populacji szacuje się na 250–999 dorosłych osobników. Trend liczebności populacji uznaje się za stabilny. Papuga ta została wpisana do Załącznika I konwencji waszyngtońskiej.
W 1930 roku wymarła na wyspie Mangere, ale do 1973 roku ponownie ją skolonizowała. Przyczynami wymarcia były: wylesianie, wypalanie traw, wypas zwierząt hodowlanych oraz drapieżnictwo ze strony zdziczałych kotów. W 1966 nowozelandzkie władze wykupiły wyspę i utworzyły tam rezerwat przyrody, usunięto też wszystkie zwierzęta hodowlane. Mangere jest obecnie głównym miejscem występowania modrolotek szmaragdowych, a największe zagrożenie stanowi krzyżowanie z modrolotką czerwonoczelną (C. novaezelandiae chathamensis), która pomimo odstrzału wciąż osiedla się na wyspie. Populacja na Little Mangere jest słabo poznana, gdyż wyspa ta jest rzadko odwiedzana.